# Helgan

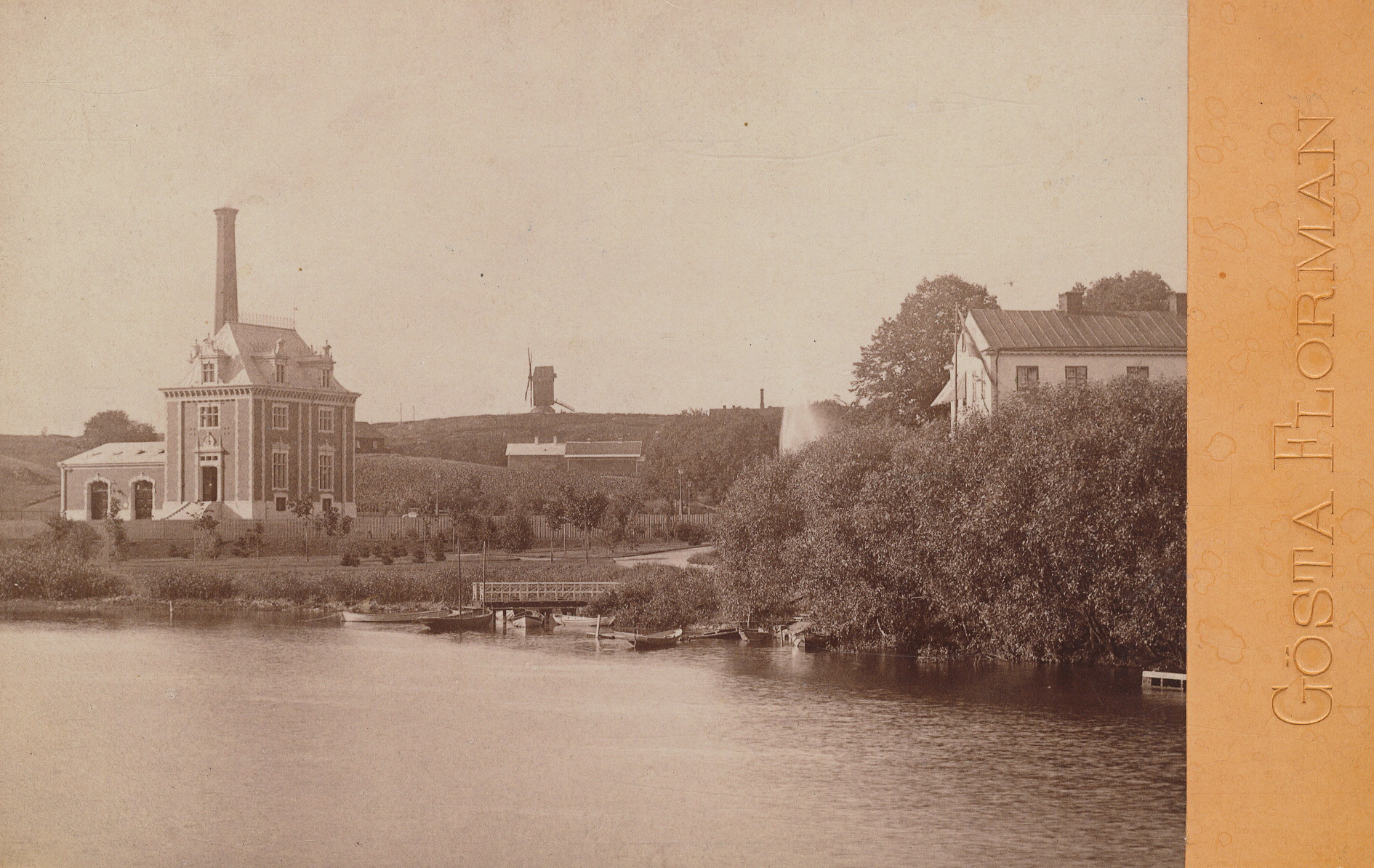
Eriksdalsverkets första byggnadsetapp 1887 med kvarnen Helgan i bakgrunden. Foto: Gösta Florman.

Helgan (även Häljan) var en väderkvarn vid dagens Allhelgonagatan på Södermalm i Stockholm. Helgan var ursprungligen från 1600-talet, möjligen av holländsk typ, som senare ersattes av en stolpkvarn och kvarstod ännu 1889. Den stod på platsen för Katarina realskola i kvarteret Van der Huff. Området stadsplanerades 1913 av Per Olof Hallman och fick namnet Helgalunden efter en av kvarnens ägare Helge Helgesson, som även gav upphov till kvarteret Helgan.

## Historik

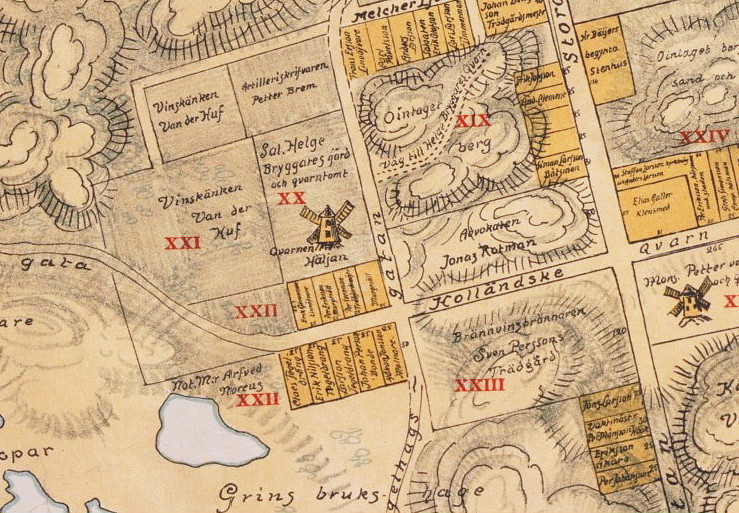
Kvarnen "Helgan" i mitten, längst till höger syns "Holländskan", 1674.

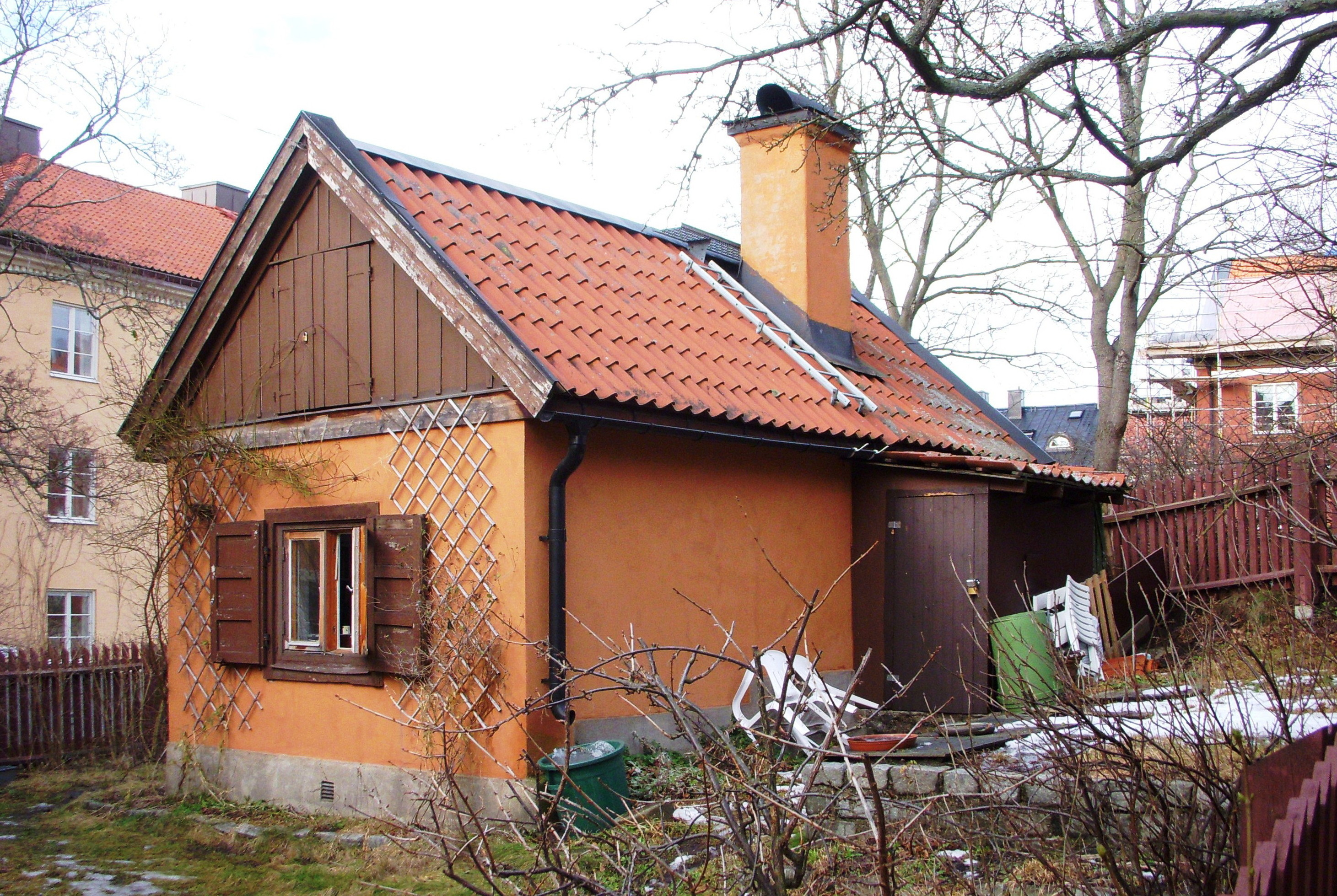
Mjölnarstugan i februari 2012.

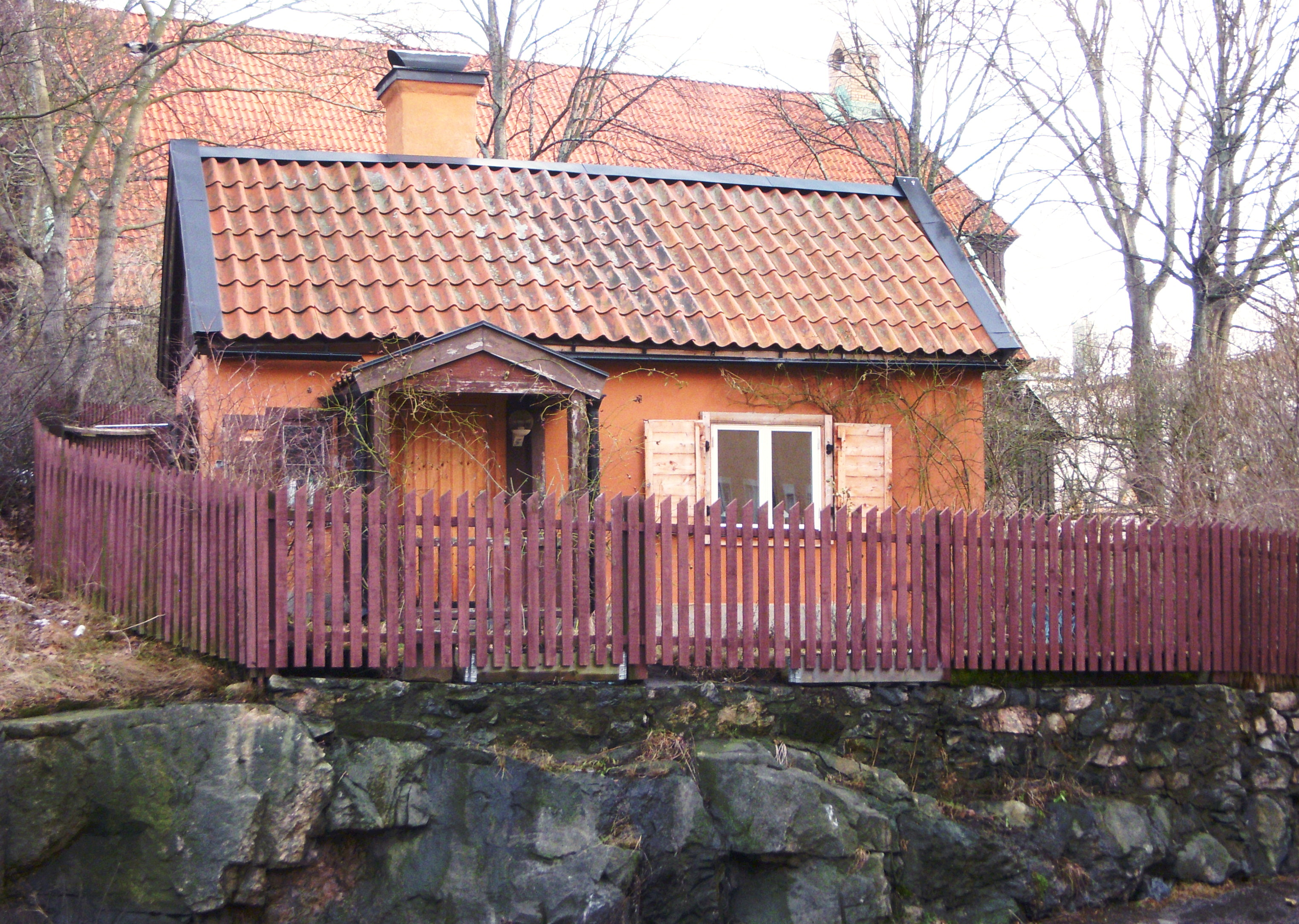
Mjölnarstugan i februari 2012.

Kvarnen Helgan har sitt namn efter sin ägare som 1674 anges i Holms tomtbok med ”Sal. Helge Bryggares gård och qvarntomt”.  Denne Helge Helgesson (död 1672) ägde inte bara kvarnen utan även ett bryggeri, ett brännvinsbränneri, ett gård vid Götgatan och ett stenhus vid Bastugatan. Han var en företagsam man och drev även en lånerörelse. Som kyrkvärd i Katarina församling blev han anklagat för att efter eget gottfinnande ha utfärdat skuldsedlar på kyrkans medel. Till en av hans grannar hörde vinskänken Alexander Van der Huf (eller Huff), efter honom uppkallades sedermera kvarteret med samma namn.
Den ursprunglige kvarnen, som under senare delen av 1700-talet ersattes av en stolpkvarn, behöll sitt namn ”Helgan” och fanns kvar till omkring 1890, då den revs. Efter rivningen omvandlades området till Helgalunden, som även det hade fått sitt namn efter kvarnägaren Helge Helgesson. Kvarnen syns på ett fotografi från 1887 som togs av fotografen Gösta Florman på Eriksdalsverkets första byggnadsetapp.
Stadsplanen för Helgalunden ritades av Per Olof Hallman 1913. Kvar finns emellertid den gamla mjölnarstugan intill Allhelgonakyrkan (invigd 1918) i kvarteret Helgan. På väderkvarnens plats uppfördes åren 1930–1931 Katarina realskola efter ritningar av arkitekterna Paul Hedqvist och David Dahl och är ett av deras tidiga funktionalistiska verk.